# 3001: A Laced Odyssey
| Совокупная оценка | Совокупная оценка |
| Источник          | Оценка            |
| ----------------- | ----------------- |
| Metacritic        | 80/100            |
| Оценки критиков   |                   |
| Источник          | Оценка            |
| Allmusic.com      | [ 2 ]             |
| HipHopDX          | 4.2/5             |
| XXL               | XL                |
| Pitchfork         | 7.2/10            |

3001: A Laced Odyssey — дебютный полноформатный альбом американской хип-хоп группы Flatbush Zombies, выпущенный 11 марта 2016 года, независимым лейблом звукозаписи Glorious Dead Recordings. Название альбома является отсылкой к роману американского писателя Артура Кларка «3001: Последняя одиссея». Помимо этого, в ряде песен упоминается Стэнли Кубрик, режиссёр фильма «Космическая одиссея 2001 года», являющегося экранизацией другой книги Кларка.
Оформлением альбом занимался Дэвид Накаяма, известный по своим работам в таких комиксах как Marvel Adventures, Deadpool, Big Hero 6 и других.
В записи альбома также приняли участие Энтони Фламмиа и Diamante. В качестве продюсера выступил Эрик «The Architect» Эллиот.
5 февраля 2016 года вышел первый сингл с альбома, «Bounce», а 8 февраля был опубликован музыкальный клип на эту песню. В марте 2016 года группа выпустила второй сингл, «This Is It», вслед за которым так же последовал видеоклип.
3001: A Laced Odyssey получил преимущественно положительные оценки критиков. Так на Metacritic рейтинг альбома на основе 7 обзоров составляет 80/100. За первую неделю было продано 28,000 копий альбома, что позволило ему занять 10 позицию в чарте Billboard 200.

## Список композиций
| №                   | Название                                                               | Автор(ы)                                        | Длительность |
| ------------------- | ---------------------------------------------------------------------- | ----------------------------------------------- | ------------ |
| 1.                  | «The Odyssey»                                                          |                                                 | 6:03         |
| 2.                  | «Bounce»                                                               | Meechy Darko, ZOMBiE Juice, Erick The Architect | 4:01         |
| 3.                  | «R.I.P.C.D»                                                            |                                                 | 4:05         |
| 4.                  | «A Spike Lee Joint» (при участии Anthony Flammia, Alto Sax: Jolin Ras) |                                                 | 4:15         |
| 5.                  | «Fly Away»                                                             |                                                 | 2:29         |
| 6.                  | «Ascension»                                                            |                                                 | 5:01         |
| 7.                  | «Smoke Break» (Interlude)                                              |                                                 | 2:04         |
| 8.                  | «Trade-Off»                                                            |                                                 | 4:09         |
| 9.                  | «Good Grief» (при участии Diamante)                                    |                                                 | 4:31         |
| 10.                 | «New Phone, Who Dis?»                                                  |                                                 | 5:31         |
| 11.                 | «This Is It»                                                           |                                                 | 5:43         |
| 12.                 | «Your Favorite Rap Song»                                               |                                                 | 12:59        |
| Общая длительность: | Общая длительность:                                                    | Общая длительность:                             | 60:51        |

## Позиции в чартах
| Чарт (2016)                            | Высшая позиция |
| -------------------------------------- | -------------- |
| Австралия (ARIA)                       | 39             |
| Бельгия/Фландрия (Ultratop)            | 150            |
| Канада (Canadian Albums Chart)         | 13             |
| Франция (SNEP)                         | 179            |
| Германия (Offizielle Top 100)          | 72             |
| Новая Зеландия (RMNZ)                  | 27             |
| Швейцария (Schweizer Hitparade)        | 29             |
| Великобритания UK Albums (OCC)         | 105            |
| США (Billboard 200)                    | 10             |
| США (Billboard Independent Albums)     | 1              |
| США (Billboard Top R&B/Hip-Hop Albums) | 2              |

## Участники записи[23]
- Мичи Дарко — член группы
- Diamante — приглашённый артист
- Эрик Арк Эллиот — член группы, продюсер
- Энтони Фламиа — приглашённый артист
- Зомби Джус — член группы

### Оформление
- Чердсак Моинкунмак — буклет
- Девид Накаяма — обложка
- P.T.a. — обложка

### Производство
- Брюс Темплтон — мастеринг
- Джоел Гутман — микширование